# Daniel Rigolet
Pour les articles homonymes, voir Rigolet (homonymie).
Daniel Rigolet, né le 5 juin 1930 au Perreux-sur-Marne et mort le 31 décembre 2022 à Vannes, est un marin français.
Capitaine de navire, officier de la marine marchande, directeur de l’École d'apprentissage maritime de Cherbourg de 1973 à 1976, il est l'inventeur d'une combinaison de survie pour les marins. Il a été élu premier président de l'Association française des capitaines de navires lors de sa création en 1979.

## Biographie

### Études
Daniel Claude Rigolet fait ses études secondaires de 1944 à 1949 au lycée des frères du Loquidy à Nantes puis prépare le concours de l'École nationale de la marine marchande (1949-1950) au lycée Kersa de Ploubazlanec. Il poursuit par des études supérieures à l’École nationale de la marine marchande de Nantes de 1950 à 1953,, puis en 1956 / 1957 pour le cours de capitaine au long cours.

### Marin amateur
Il découvre en famille la navigation sur l'Erdre à bord d'une chaloupe de Basse-Indre de 6,50 mètres puis sur un frad de 7,50 mètres (voilier quillard à coque en lames d'acajou rivées sur des couples en acajou et gréement houari). À 11 ans, il lui est offert un dériveur Moth sur lequel il s'initie seul à la voile sur l'Erdre.

### Carrière
Il devient officier chef de quart et sert sur le Roxane (pétrolier construit en 1932 et exploité par Auxinavi) du 5 janvier 1952 au 11 août 1952 puis sur le Salomé du 16 août 1952 au 16 octobre 1952 et sur le Bérénice (Compagnie Auxiliaire de Navigation).
Il effectue ses 22 mois de service national dans la Marine nationale au grade d'aspirant puis d'enseigne de vaisseau. Élève Officier de Réserve sur le croiseur Tourville à Brest de mars à juillet 1955, il est affecté ensuite aspirant à Cherbourg sur le dragueur de mines type D Castor puis est Officier en second sur le dragueur de mines M781 jusqu'en février 1957.
Promu second capitaine, il sert sur le Prairial (pétrolier de type T2) à partir du 12 décembre 1957 et passe sur le Germinal à partir d'octobre 1964
Il obtient son premier commandement sur le Pluviose (pétrolier de 21000 TPL de la Compagnie Nationale de Navigation) à partir d'avril jusqu'à juin 1965 puis de novembre 1965 à janvier 1966 puis commande le Messidor (pétrolier de la Société des Transports Maritimes et Pétroliers) à partir de février jusqu'à avril 1966, le Longchamps (pétrolier de la STMP) à partir de septembre jusqu'à décembre 1966, le Vendémiaire (pétrolier de la CNN) à partir de janvier jusqu'à février 1967, le Montmartre (pétrolier de la CNN) à partir de mars jusqu'à juillet 1967, le Monceau (pétrolier de la STMP) à partir de novembre 1967 jusqu'à janvier 1968, le Longchamps à partir de mars 1968 jusqu'à février 1969 et le Pierre Poulain (pétrolier Compagnie des Transports Maritimes et Pétroliers) à partir de mai jusqu'à juillet 1969, puis d'octobre à décembre 1969, puis de mars à juin 1970, puis de juillet à novembre 1970, puis de février à juin 1971, puis de septembre à décembre 1971, puis de janvier à février 1972, puis d'avril à août 1972,,,,,.
Les embarquements qui suivent sont référencés sur Asterie (section Liens externes : notices d'autorité) :
- Pierre Poulain (pétrolier de 75850 TPL - 239 mètres de long - construit en 1967 au chantier naval de la Ciotat) du 27 novembre 1972 au 31 décembre 1972.
- Obernai (pétrolier de 155000 TPL - 288,5 mètres de long - construit en 1972) du 25 mai 1973 au 2 août 1973.
- Détachement au poste de Directeur de l’École d'Apprentissage Maritime (EAM) de Cherbourg du 1er janvier 1973 au 22 septembre 1976[20].
- Concorde (pétrolier de 73000 TPL - 243,8 mètres de long - construit en 1967 au chantier naval de la Ciotat) du 28 septembre 1976 au 1er novembre 1976.
- Alsace (pétrolier de 240000 TPL - 323 mètres de long - construit en 1974) du 15 novembre 1976 au 24 janvier 1977 et du 27 mars 1977 au 5 juillet 1977.
- Brumaire (pétrolier de 240000 TPL - 323 mètres de long - construit en 1971) du 1er octobre 1977 au 10 décembre 1977.
- Pierre Guillaumat (pétrolier de 550000 TPL - 414 mètres de long - construit en 1977) du 15 janvier 1978 au 3 mars 1978, du 3 avril 1978 au 13 juin 1978, du 10/ août 1978 au 21 septembre 1978 et du 13 novembre 1978 au 6 janvier 1979.
- Vendémiaire (pétrolier de 18589 tx construit en 1958) du 28 février 1979 au 7 juin 1979.

### Président de l'Association Française des Capitaines de Navires (AFCAN)
À la création de l'AFCAN le 14 juin 1979, il en est élu président. Il représente alors la France auprès de l'IFSMA créée en 1974 et portera auprès de l'OMCI le projet d'adoption des combinaisons de survie à l'échelon international. Il démissionne de l'AFCAN le 25 mars 1981 et est remplacé par le Commandant paimpolais Yves Brocher élu le 7 mai 1981.

## Invention et actions en faveur de la survie et du sauvetage en mer
À la suite du naufrage du cargo Maori en novembre 1971, il a inventé une combinaison de survie pour les marins en développant un prototype avec la société industrielle des établissements Piel (SIDEP) d’Étampes (devenu le vêtement de survie Seastep commercialisé par les établissements Guy Cotten après le rachat de la SIDEP en 1988).
Les 5 et 6 janvier 1974, nouvel essai de 24 heures devant Cherbourg pour démonstration à la presse,,.
Le 13 janvier 1974, déposé en mer par le canot Raz Blanchard de la SNSM avec l'accord du responsable du CROSS de Jobourg, il réalise un essai dans des conditions extrêmes dans le raz Blanchard (vent force 9 Beaufort, fort courant) avant d'être projeté par la mer sur la plage de la baie d'Ecalgrain [Où ?].
En janvier 1974, au salon Nautique du CNIT de La Défense (Paris), il présente la combinaison sur le stand de la société Piel. Le groupe d'études et de recherche sous-marine (GERS) de la Marine Nationale approuva sans réserve l'équipement dont le harnais de récupération incorporé offrait une résistance de 1 200 kg pour répondre aux normes aviation,.
Les 19 et 20 mars 1974, il participe à un séminaire à l’École Nationale de la Marine Marchande de Nantes pour présenter son invention.
Les 8 et 9 juin 1974, un essai de 24 heures est réalisé avec sept volontaires de différentes corpulences et différents âges devant le port de Cherbourg,.
L'obtention de l'autorisation d'usage de la combinaison de survie inventée par Daniel Rigolet a été accordée le 10 juillet 1975 par la commission Centrale de Sécurité sous le no 443/37. Elle équipe alors les flottes de navire des armements Dreyfus et Fina. Le 12 janvier 1979, pour que cet équipement devienne obligatoire à bord des navires professionnels et afin de protester contre l'indifférence des autorités de tutelle, il a symboliquement, devant la presse nationale, le jour d'ouverture du salon nautique, en se présentant dans son uniforme puis en revêtant la combinaison, effectué un saut dans la Seine depuis le pont Alexandre-III à Paris.
En janvier 1980, lors du salon nautique de Paris, il fait don de cinquante vêtements de survie aux responsables de la SNSM. En novembre 1980, il participe à une interview-dialogue avec Gérard d'Aboville pour l'hebdomadaire national Le Marin pour augmenter les chances de survie en mer.
Par les arrêtés du ministre de la mer Louis Le Pensec des 17 janvier et 1er mars 1983, l'emport de combinaison de survie à bord des navires professionnels français devient obligatoire.
Daniel Rigolet a donné les bénéfices obtenus par son invention au profit de la construction du canot tous temps SNS 067 équipant la station de la Société Nationale de Sauvetage en Mer du port de Goury (Manche). Armé en 1989, ce canot de sauvetage a été baptisé Mona Rigolet, du nom de son épouse.
En 2013, il lance à nouveau son appel à l'attention de la Marine Nationale pour que ses navires soient équipés de la combinaison de survie. Il termine en parallèle la rédaction de ses mémoires dans son ouvrage La vie d'abord, récit d'un homme libre qui chérit la mer qu'il publie en novembre aux Éditions Sillages (les bénéfices de cet ouvrage publié au frais de l'auteur sont reversés à la SNSM).
Le 22 juillet 2014, il écrit à Jean-Yves Le Drian, ministre de la Défense Nationale, rappelant l'impérieuse nécessité d'équiper les équipages de la Marine Nationale de combinaisons de survie à l'instar des obligations faites trente-et-un ans auparavant aux Marines Marchande et de Pêche. 

## Mort
Daniel Rigolet meurt le 31 décembre 2022 à Vannes à l'âge de 92 ans,.

## Hommages et distinctions

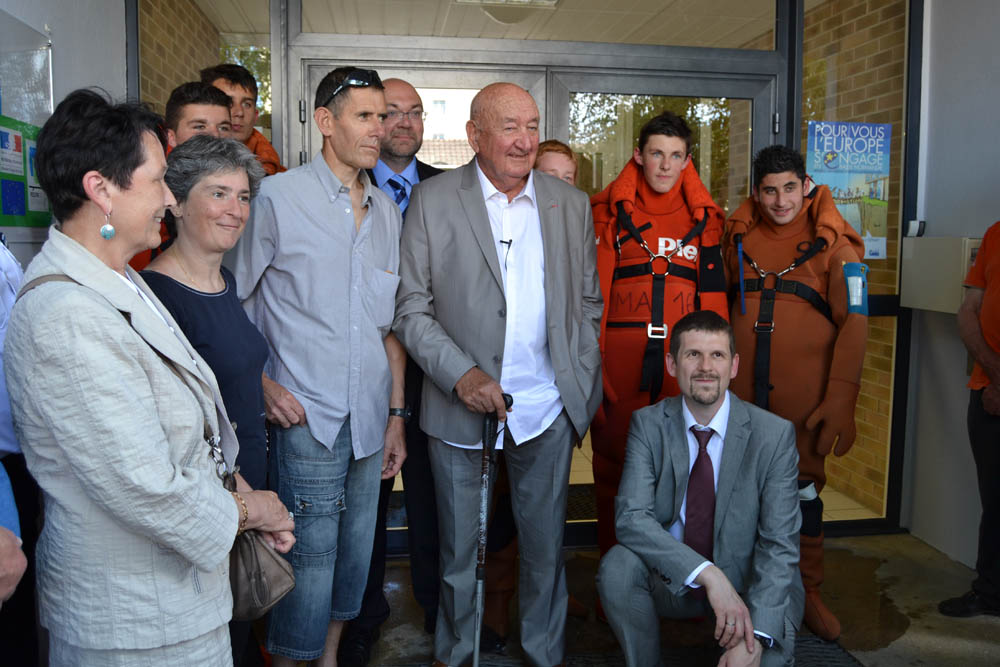
Daniel Rigolet sur le parvis du LPMA de Cherbourg le 4 juillet 2014.

- Chevalier (17 décembre 1977) puis Officier du Mérite maritime (28 mars 1991)[réf. nécessaire]
- Chevalier de la Légion d'honneur, 31 décembre 1983 (J.O. du 1er janvier 1984), décoré le 17 janvier 1985 par Guy Lengagne[43].
- À la demande de l'établissement public local d'enseignement (ex-EAM de Cherbourg), il a accepté en 2012 de donner son nom au Lycée Professionnel Maritime et Aquacole de Cherbourg. À la suite de la proposition du conseil d'administration de cet établissement suivi d'un avis favorable de la ville de Cherbourg-Octeville, la commission permanente du conseil régional de Basse-Normandie a validé le 28 juin 2013 ce nouveau nom propre pour le LPMA de Cherbourg[44]. L'inauguration du nom du lycée a eu lieu le 4 juillet 2014 en présence de Daniel Rigolet, de Marie-Françoise Lebonnois, conseillère municipale déléguée, de Muriel Jozeau-Marigné, conseillère régionale et municipale, de Christian Lemarchand, conseiller régional, de Stéphane Travert, conseiller régional et député de la Manche, de Jean-Michel Houllegatte, maire de Cherbourg, de Gilbert Lepoittevin, maire de Tourlaville, et de Benoit Arrivé, président de la communauté urbaine de Cherbourg[45].

## Publication
- Daniel Rigolet, La vie d'abord : récit d'un homme libre qui chérit la mer, vol. 1, Éditions Sillages (Marseille), novembre 2013, 176 p.